# 山口県道356号久津小田線
山口県道356号久津小田線（やまぐちけんどう356ごう くづおだせん）は、山口県長門市を通る一般県道である。

## 概要
長門市油谷向津具下（むかつくしも）から長門市油谷後畑に至る。もともとは山口県道289号久津港長門古市停車場線の一部区間であったが、終点側が主要地方道に昇格し山口県道66号長門油谷線の一部となったことにより、残りの区間で認定された路線である。山口県北西部の向津具半島を横断する路線である。通行不能区間はないが、川尻漁港付近できわめて狭隘な区間が存在する（大型車通行不可）。

### 路線データ
- 起点：長門市油谷向津具下（山口県道357号油谷港線交点）
- 終点：長門市油谷後畑（山口県道66号長門油谷線交点）

## 歴史
- 1983年（昭和58年）3月18日 - 山口県告示第270号により認定される。
- 2005年（平成17年）3月22日 - 長門市と大津郡の全3町が対等合併して改めて長門市が発足したことに伴い起終点の地名表記が変更される。

## 地理

### 通過する自治体
- 山口県
  - 長門市

### 交差する道路
| 交差する道路           | 交差する場所                 | 交差する場所 |
| ---------------------- | ---------------------------- | ------------ |
| 山口県道357号油谷港線  | 油谷向津具下（むかつくしも） | 起点         |
| 山口県道357号油谷港線  | 油谷後畑                     |              |
| 山口県道66号長門油谷線 | 油谷後畑                     | 終点         |

### 沿線
- 長門市役所 油谷総合支所 向津具出張所
- 川尻漁港
- 大浜海水浴場
- 長門警察署 川尻駐在所